# Zeeslag bij de Santa Cruzeilanden

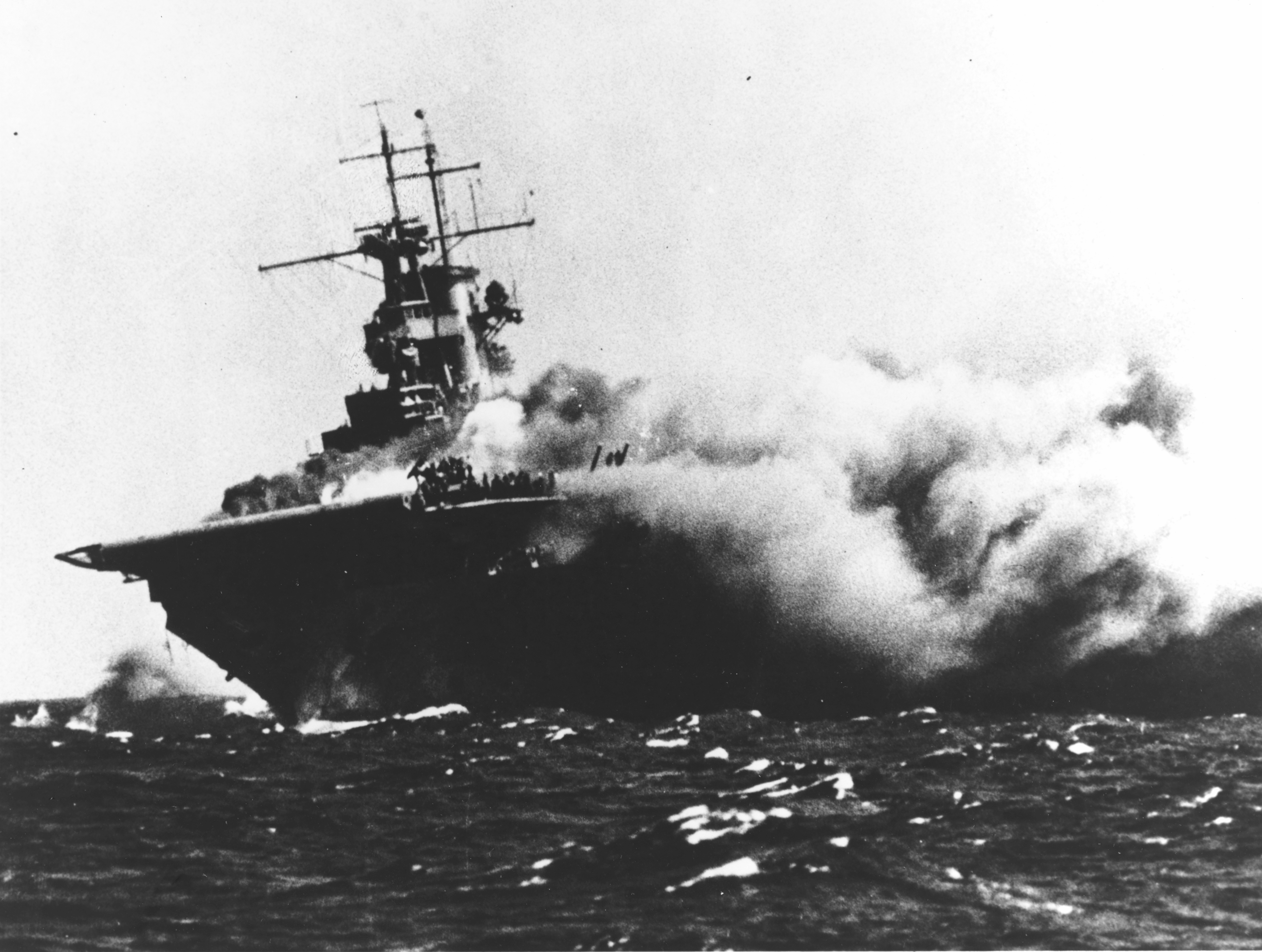
USS Wasp (CV-7) brandt na een torpedo-inslag op 14 september 1942

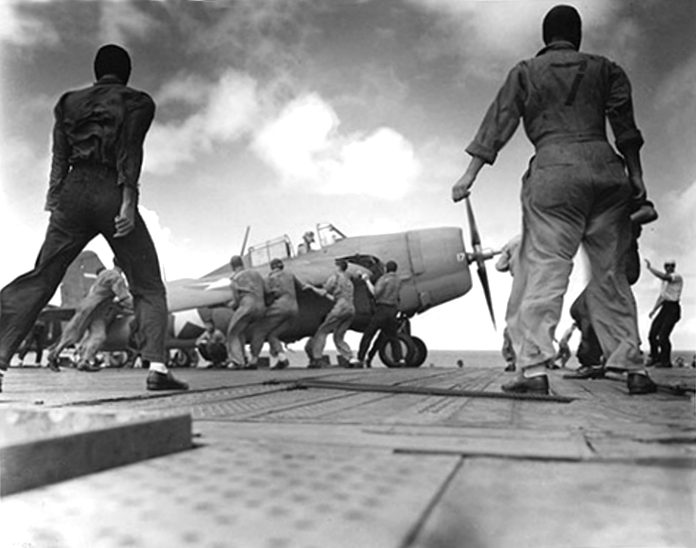
Een Grumman F4F Wildcat op de USS Enterprise (CV-6) op 24 oktober 1942

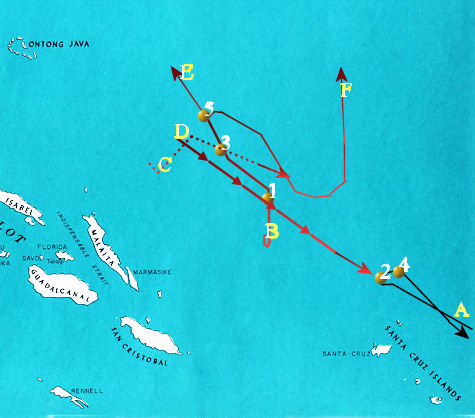
Kaart op 26 oktober 1942: rood = Japan, zwart = Verenigde Staten, geel = gevechten

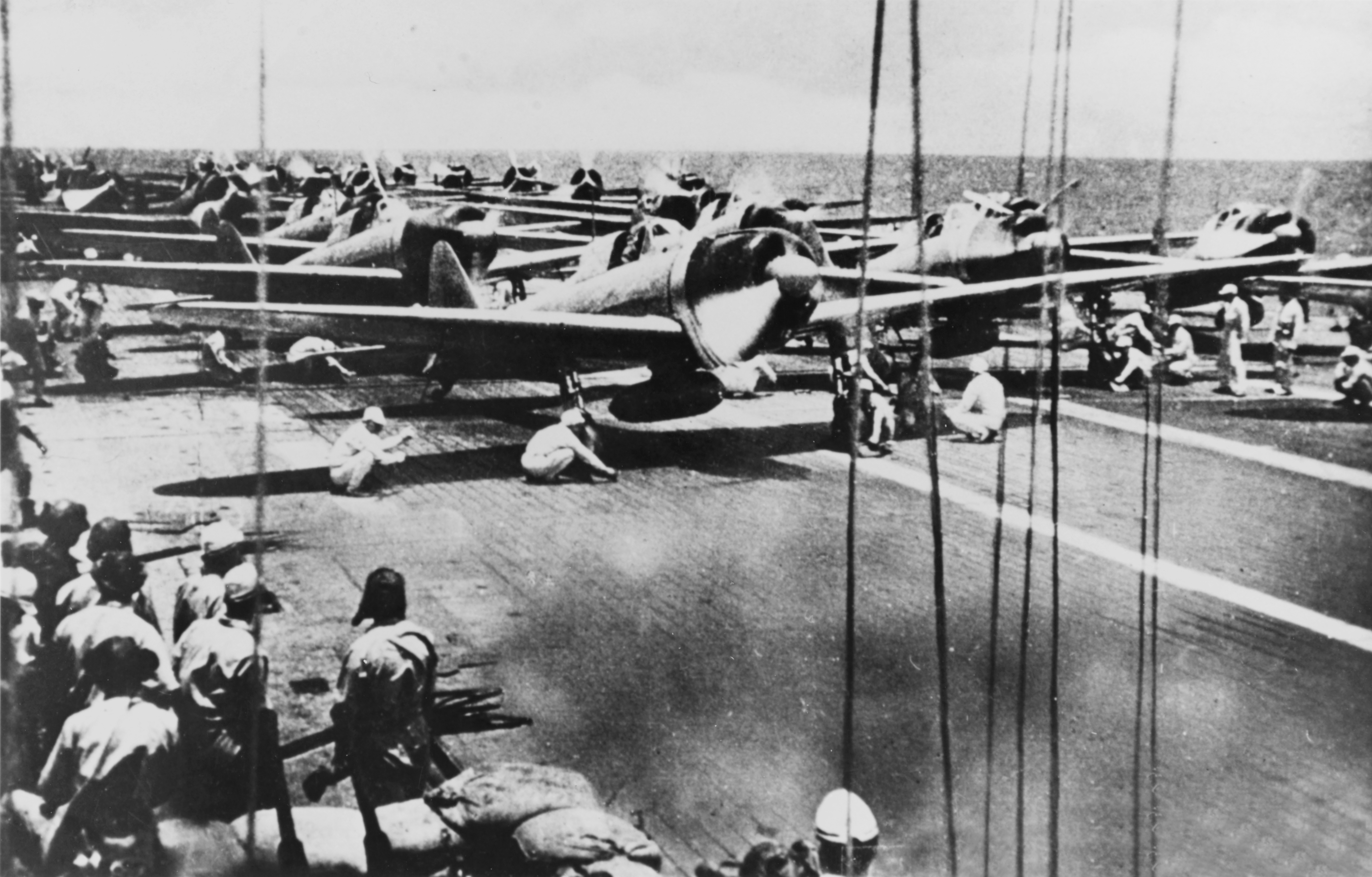
Japanse vliegtuigen op de Shokaku in de ochtend van 26 oktober 1942

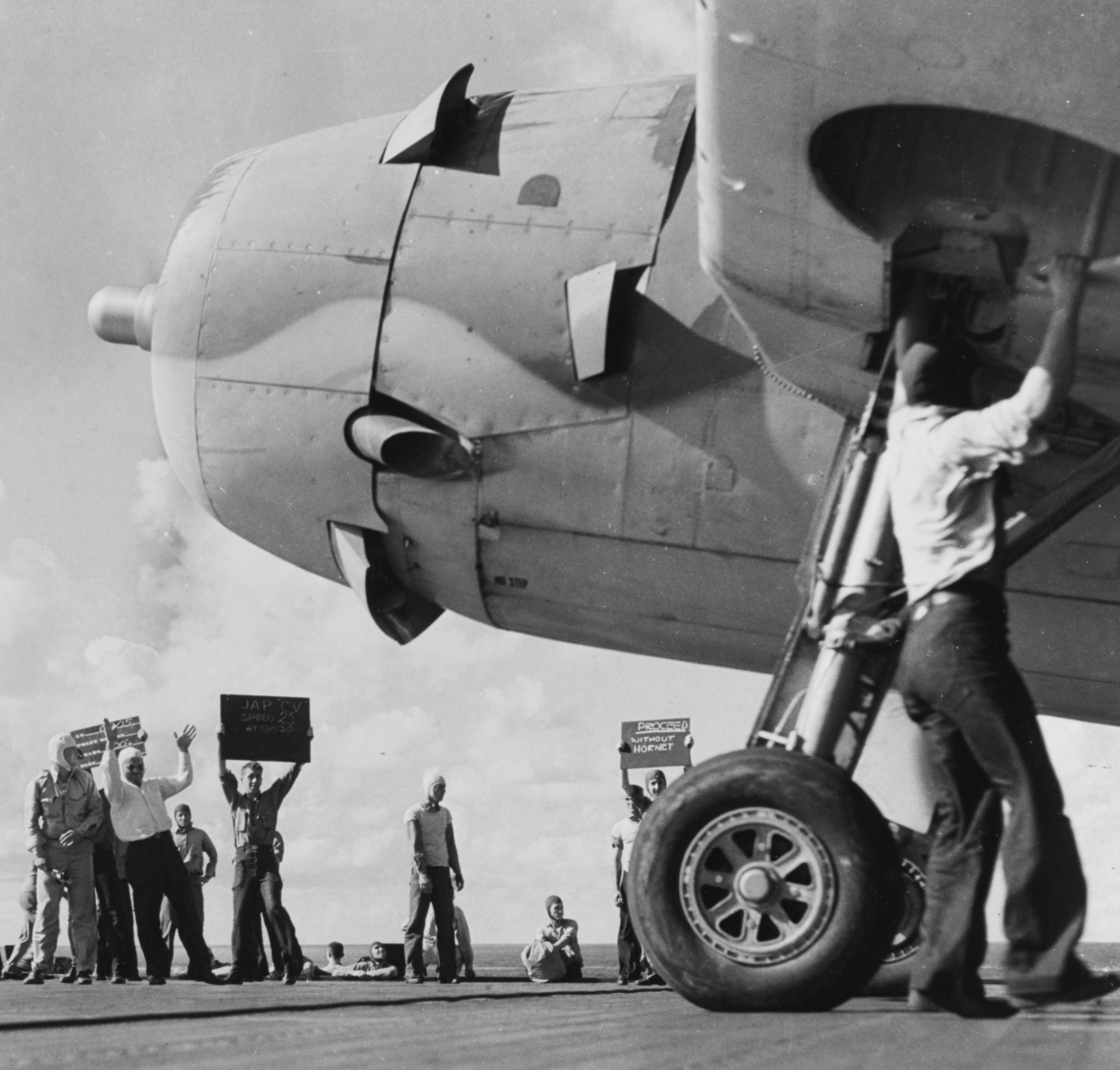
Een Grumman TBF Avenger vertrekt van de Enterprise op 26 oktober. Het bord toont de positie van de Japanse vliegdekschepen.

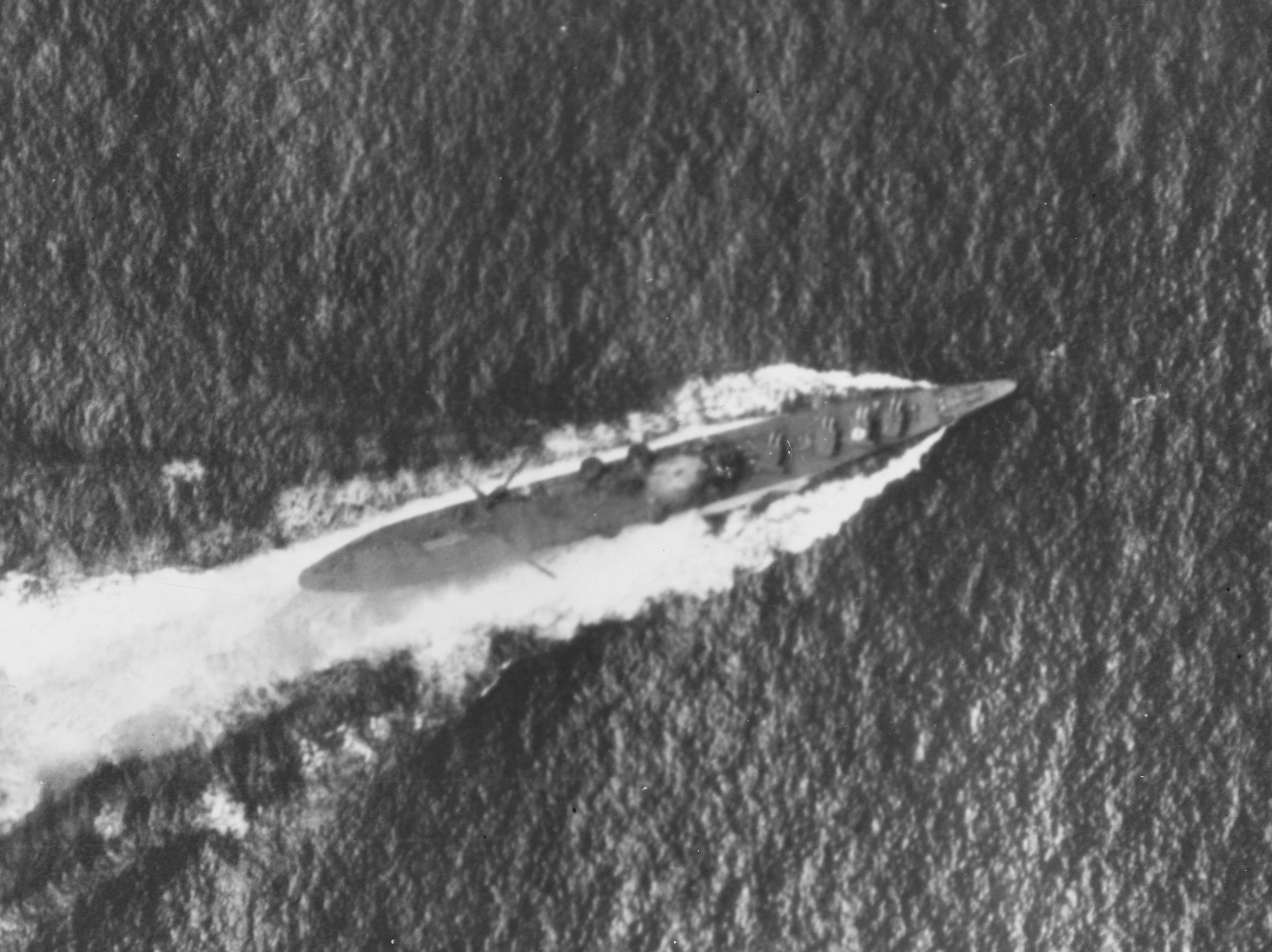
De Japanse kruiser Chikuma krijgt op 26 oktober een bom van 500 kg op zijn brug.

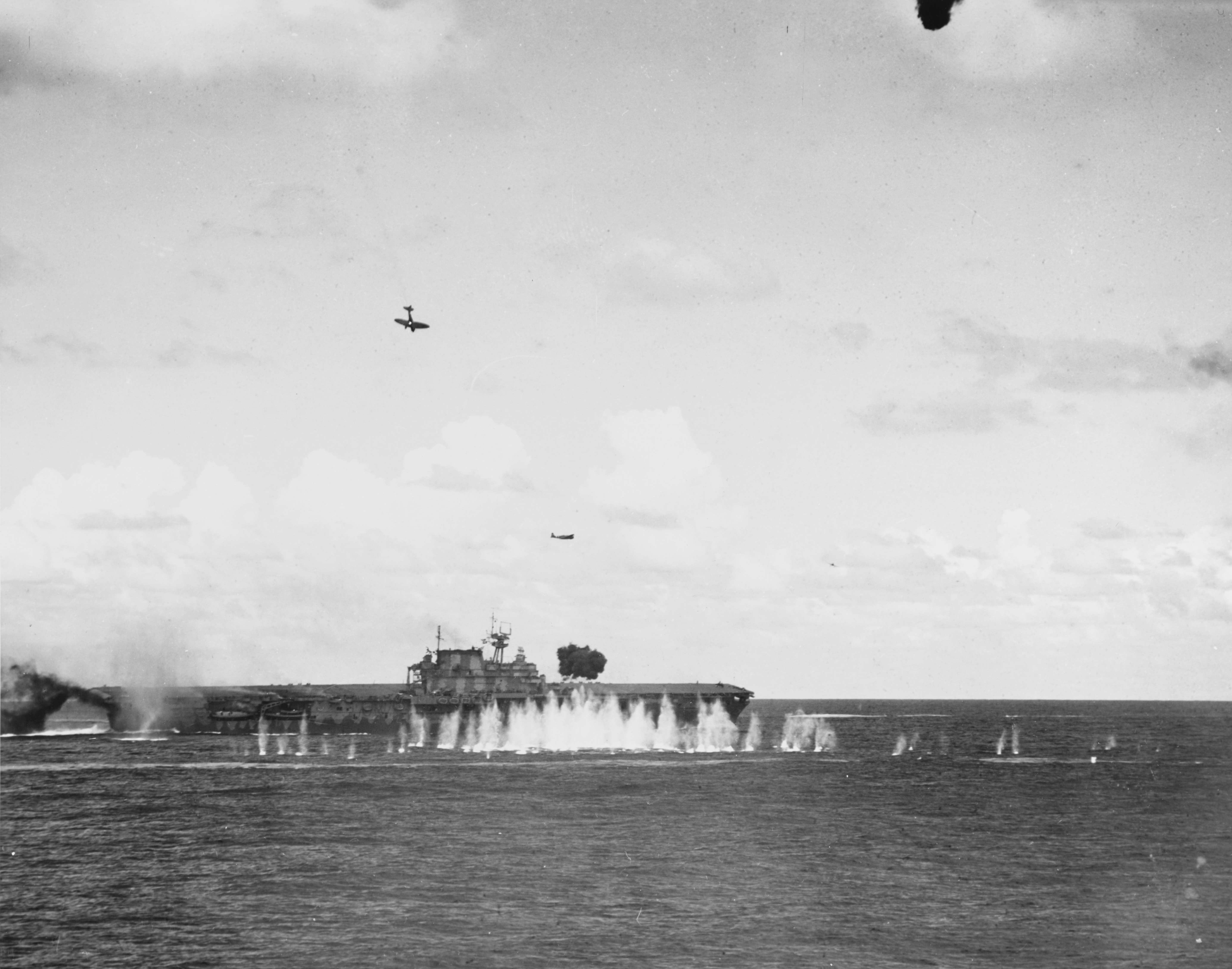
Een beschadigde duikbommenwerper stort zich op de Hornet

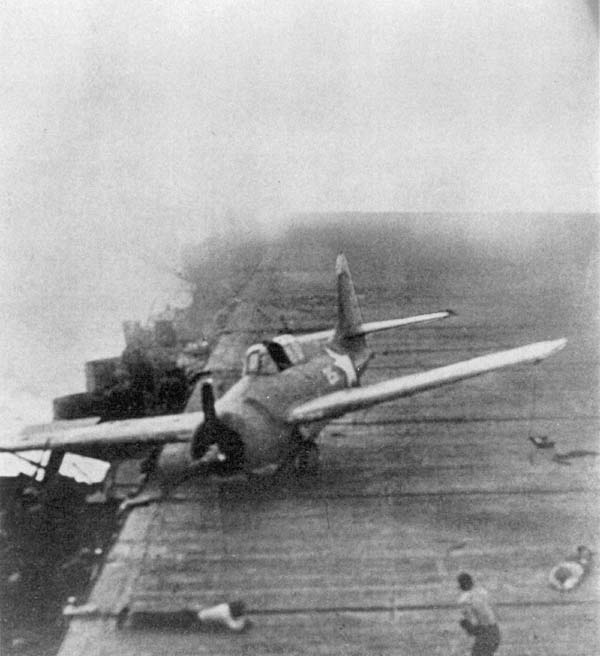
Een Wildcat landt op de Enterprise terwijl duikbommenwerpers die aanvallen.

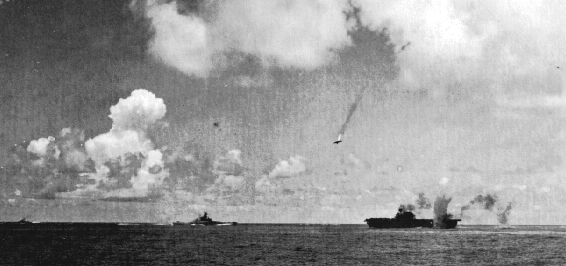
De Enterprise schiet een Japanse duikbommenwerper af.

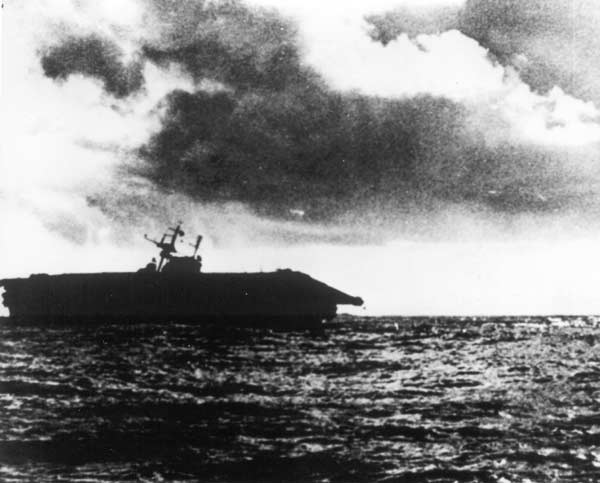
De Hornet zinkt.

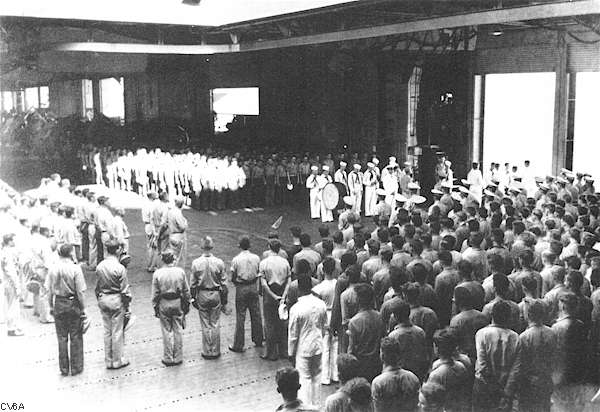
Begrafenis in zee van 44 gesneuvelden op de Enterprise op 27 oktober

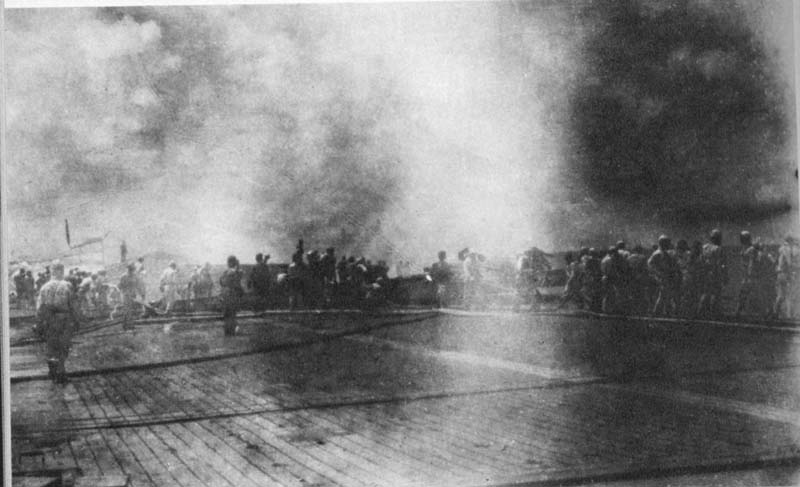
Bemanning van de Shōkaku blust branden.

De Zeeslag bij de Santa Cruzeilanden was een zeeslag tussen vloten rond vier vliegdekschepen van de Japanse Keizerlijke Marine en twee van de United States Navy van 25 tot 27 oktober 1942 bij de Santa Cruzeilanden in de Stille Oceaan. De inzet was het eiland Guadalcanal en het vliegveld Henderson Field erop. Na wederzijdse luchtaanvallen trok de Amerikaanse vloot zich terug nadat vliegdekschip Hornet gezonken was en vliegdekschip Enterprise zwaar beschadigd. De Japanse vloot trok zich ook terug nadat vliegdekschepen Shōkaku en Zuihō beschadigd waren en 99 vliegtuigen met 148 bemanningsleden verloren waren.

## Voorafgaande
Op 7 augustus 1942 waren Amerikanen geland op de door de Japanners bezette Salomonseilanden Guadalcanal, Tulagi en de Florida-eilanden. Het doel was tweeledig:
1. beletten dat de Japanners de eilanden konden gebruiken als basis om de aanvoerlijnen tussen de Verenigde Staten en Australië aan te vallen en
2. zelf de eilanden gebruiken als basis om de Japanse basis Rabaul te neutraliseren en steun te verlenen aan de New Guinea campaign.

Dit begon de zes maanden durende Slag om Guadalcanal.
Na de Zeeslag bij de Oostelijke Salomonseilanden op 24 en 25 augustus was het vliegdekschip USS Enterprise (CV-6) met zware averij teruggekeerd naar Pearl Harbor voor een maand van reparatie. Er lagen dan nog drie Amerikaanse vliegdekschepen in de zuidelijke Stille Oceaan: USS Wasp (CV-7), USS Saratoga (CV-3) en USS Hornet (CV-8) met hun begeleidende slagschepen, kruisers en torpedobootjagers. Ze bewaakten tussen de Salomonseilanden en de Nieuwe Hebriden (Vanuatu) de aanvoerlijn tussen Nieuw-Caledonië en Espiritu Santo. Ze steunden zo de Amerikaanse grondtroepen op Guadalcanal en Tulagi door vrachtschepen te beschermen en Japanse schepen te bedreigen.

## Duikboten
Op 31 augustus torpedeerde de Japanse duikboot I-26 het vliegdekschip USS Saratoga (CV-3), zodat het voor drie maanden in reparatie moest. Frank Jack Fletcher werd hierbij gewond en kwam na ontslag uit het hospitaal niet meer terug als bevelhebber. Dit, vermoedelijk, ten gevolge van kritiek van enkele andere admiraals.
Op 14 september bracht de Japanse duikboot I-19 het vliegdekschip USS Wasp (CV-7) tot zinken met drie torpedo's .
In dezelfde aanval zonk ook torpedobootjager USS O'Brien (DD-415).
Slagschip USS North Carolina (BB-55) werd ook geraakt door een torpedo en moest tot 16 november 1942 naar Pearl Harbor voor reparatie.

## Guadalcanal
Nu bleef de Hornet als enige Amerikaans vliegdekschip over in de zuidelijke Stille Oceaan, maar de Amerikanen beschikten nog over vliegveld Henderson Field op het eiland Guadalcanal. De Amerikanen voerden overdag versterkingen aan en de Japanners 's nachts, de Tokyo Express. Midden oktober beschikten beide partijen over evenveel soldaten op Guadalcanal.
In de nacht van 11 op 12 oktober onderschepte en versloeg de Amerikaanse marine een Japanse vloot die Henderson Field wou bombarderen in de Slag bij Cape Esperance.
In de nacht van 13 op 14 oktober beschoten de slagschepen Haruna en de Kongō dan toch Henderson Field, waar de meeste Amerikaanse vliegtuigen vernield raakten en het vliegveld beschadigd werd.
Op 16 oktober verliet de gerepareerde USS Enterprise Pearl Harbor en op 23 oktober was ze bij de Hornet.
Op 18 oktober verving admiraal Chester Nimitz de naar zijn mening te kortzichtige en pessimistische viceadmiraal Robert L. Ghormley door de vechtlustige viceadmiraal William Halsey.
Begin oktober kwamen de Japanse vliegdekschepen Hiyō, Junyō en Zuihō bij de Chuukeilanden samen met de Shokaku en de Zuikaku. Met die Combined Fleet wilde admiraal Isoroku Yamamoto de nederlaag in de Slag bij Midway goedmaken. In oktober voerden ze enkele luchtaanvallen uit op Henderson Field, maar ze wachtten vooral de Amerikaanse vliegdekschepen op tegen het Japans grondoffensief op Guadalcanal op 20 oktober.
Tussen 20 en 25 oktober bestormden de Japanse grondtroepen tevergeefs Henderson Field in de Slag bij Henderson Field.
In de foute aanname dat de grondtroepen Henderson Field veroverd hadden naderden de Japanse lichte kruiser Yura en de torpedobootjagers Akizuki, Harusame, Murasame en Yudachi Guadalcanal in de ochtend van 25 oktober om steun te bieden, maar vliegtuigen van Henderson Field brachten de Yura tot zinken en beschadigden de Akizuki, die tot december 1942 terug naar Japan moest voor reparatie.
Op 22 oktober brak brand uit in de machinekamer van de Hiyō en hij moest terug naar de Chuukeilanden voor reparatie.

## De Japanse slagorde
De Japanse schepen verdeelden zich in drie groepen en voeren naar Guadalcanal.
De voorhoede met vliegdekschip Junyō met twee slagschepen, vier zware kruisers, een lichte kruiser en tien torpedobootjagers stond onder bevel van viceadmiraal Nobutake Kondō die vanaf zijn zware kruiser Atago ook het bevel voerde over heel de vloot.
De hoofdmacht met viceadmiraal Chuichi Nagumo op vliegdekschip Shokaku en verder de vliegdekschepen Zuikaku en Zuihō voer met een zware kruiser en acht torpedobootjagers.
De achterhoede met schout-bij-nacht Hiroaki Abe op slagschip Hiei bevatte nog een slagschip, drie zware kruisers, een lichte kruiser en zeven torpedobootjagers.

## Amerikaanse slagorde
De Amerikaanse vloot bestond uit twee groepen.
- Task Force 16 onder schout-bij-nacht Thomas C. Kinkaid, die ook het opperbevel voerde op vliegdekschip USS Enterprise (CV-6) en
- Task Force 17 onder schout-bij-nacht George D. Murray op vliegdekschip USS Hornet (CV-8) op 15 km afstand.

Ze werden begeleid door slagschip USS South Dakota (BB-57), drie zware kruisers USS Portland (CA-33) en USS Northampton (CA-26), USS Pensacola (CA-24), drie lichte kruisers met luchtafweer USS San Juan (CL-54), USS San Diego (CL-53), USS Juneau (CL-52) en 14 torpedobootjagers.
Task Force 64 onder schout-bij-nacht Willis Augustus Lee met slagschip USS Washington (BB-56), zware kruiser USS San Francisco (CA-38), lichte kruiser USS Helena (CL-50) en kruiser USS Atlanta (CL-51) met zes torpedobootjagers was naar het zuidoosten om brandstof te bunkeren en kon niet meevechten.

## Luchtverkenning
Op 25 oktober waren de twee task forces ten noorden van de Santa Cruzeilanden op zoek naar de Japanse vloot. Een Consolidated PBY Catalina watervliegtuig was vanaf de Santa Cruzeilanden opgestegen en vond om 11h03 de Japanse hoofdmacht op 355 zeemijl, dus buiten het bereik van de Amerikaanse vliegtuigen. Kinkaid zette op topsnelheid koers naar de Japanse vloot en liet om 14h25 23 aanvalsvliegtuigen opstijgen. De Japanners hadden het verkenningsvliegtuig opgemerkt en waren naar het noorden gezwenkt, zodat de aanvalsvliegtuigen onverrichter zake terugkeerden.
Op 26 oktober om 2h50 keerden de Japanse schepen om en om 5h00 lagen ze 200 zeemijl van de Amerikaanse. Beide vloten lanceerden verkenningsvliegtuigen. Een Consolidated PBY Catalina watervliegtuig zag de Japanse vliegdekschepen op zijn radar om 3h10. Om 5h12 kreeg Kinkaid zijn bericht.
Om 6h45 zag een Amerikaans verkenningsvliegtuig de Japanse hoofdmacht. Een Japans verkenningsvliegtuig seinde de positie van de Hornet door. De Japanners vielen om 7h40 aan met 64 vliegtuigen: 21 Aichi D3A2 duikbommenwerpers, 20 Nakajima B5N2 torpedobommenwerpers, begeleid door 21 Mitsubishi A6M Zero jachtvliegtuigen en twee Nakajima B5N2 commandovliegtuigen. Om 7h40 meldden twee Amerikaanse Douglas SBD Dauntless verkenningsvliegtuigen de positie van de Zuihō en ze dropten elk een bom van 250 kg op het dek.

## De Japanse vliegtuigen stijgen op
Kondo bracht zijn schepen op topsnelheid. Om 8h10 stegen vanaf de Shōkaku negentien duikbommenwerpers en acht zero's op en om 8h40 stegen vanaf de Zuikaku zestien torpedobommenwerpers op. Om 9h10 vlogen 110 Japanse vliegtuigen naar de Amerikaanse vliegdekschepen.

## De Amerikaanse vliegtuigen stijgen op
Om 8h00 stegen vijftien duikbommenwerpers, zes Grumman TBF Avenger torpedobommenwerpers en acht Grumman F4F Wildcat jachtvliegtuigen op van de Hornet. Om 8h10 stegen drie duikbommenwerpers, zeven torpedobommenwerpers en acht Wildcats op van de Enterprise. Om 8h20 stegen nog eens negen duikbommenwerpers, acht torpedobommenwerpers en zeven Wildcats op van de Hornet.

## Luchtgevecht
Om 8h40 zagen de vliegtuigen elkaar en negen Zero's van de Zuihō vielen met de zon in hun rug de vliegtuigen van de Enterprise aan. Vier Zero's, drie Wildcats en twee torpedobommenwerpers werden neergehaald en twee torpedobommenwerpers en een Wildcat vlogen met schade terug naar de Enterprise, maar enkel de Wildcat bereikte die.

## Aanval op deShokaku
Om 8h50 zagen de vliegers van de Hornet vier schepen van de voorhoede van Abe. Drie Zero's van de Zuihō vielen aan, maar de Wildcats hielden ze weg van de bommenwerpers. De duikbommenwerpers vielen zo aan zonder begeleidende jagers en twintig Zero's schoten er vier van uit de lucht. De overblijvende elf bommenwerpers doken om 9h27 naar de Shōkaku en beschadigden het dek met hun bommen. De elfde duikbommenwerper beschadigde de torpedobootjager Teruzuki.
De zes torpedobommenwerpers van de eerste aanvalsgroep vonden de Japanse vliegdekschepen niet en keerden onverrichter zake terug naar de Hornet. Op hun terugweg vielen ze de zware kruiser Tone aan, maar al hun torpedo's misten.
De torpedobommenwerpers van de tweede aanvalsgolf van de Enterprise vonden de vliegdekschepen evenmin en vielen de zware kruiser Suzuya van Abe's voorhoede aan, maar zonder schade.

## Aanval op deChikuma
De derde aanvalsgolf van de Hornet vond de schepen van Abe en bracht de zware kruiser Chikuma zware schade toe met twee bommen van 500 kg. De drie duikbommenwerpers van de Enterprise beschadigden de Chikuma met een bom. De acht torpedobommenwerpers van de derde aanvalsgolf troffen de Chikuma nog eens. De Chikuma trok zich met twee torpedobootjagers terug naar de Chuukeilanden voor reparatie.

## Aanval op deHornet
Om 8h30 seinden de Amerikaanse vliegtuigen naar hun vliegdekschepen dat een Japanse luchtaanval op til was. Om 8h52 zag de Japanse bevelhebber de Hornet. Om 8h55 zagen de Amerikaanse vliegdekschepen de vliegtuigen op hun radar op 35 zeemijl afstand en stuurden ze er 37 Wildcats op af, maar die konden maar enkele duikbommenwerpers neerhalen.
Tussen 9h05 en 9h14 stegen zeventien duikbommenwerpers en twaalf Zero's op van de Junyō op 280 zeemijl afstand.
Om 9h09 vuurde de luchtafweer van de Hornet en van de begeleidende zware kruisers USS Northampton (CA-26) en USS Pensacola (CA-24) en de lichte kruisers USS San Diego (CL-53) en USS Juneau (CL-52) en zes torpedobootjagers op de twintig Japanse torpedobommenwerpers en de overblijvende zestien duikbommenwerpers.
Om 9h12 wierp een duikbommenwerper zijn bom van 250 kg door het dek van de Hornet met zestig doden tot gevolg. Een tweede treffer op het dek doodde dertig man. Een derde treffer op het dek richtte veel schade aan, maar geen doden.
Om 9h14 schoot de luchtafweer van de Hornet een duikbommenwerper uit de lucht en die liet zich neerstorten op de schouw van de Hornet met zeven doden en een brand tot gevolg.
Van 9h13 tot 9h17 vlogen de twintig torpedobommenwerpers uit twee richtingen naar de Hornet, ze raakten met twee torpedo's de flank en de scheepsmotoren vielen uit. Om 9h20 vlogen de Japanse vliegtuigen terug. Een ervan zag de Enterprise en seinde haar positie door.
Vijfentwintig Japanse vliegtuigen en zes Amerikaanse waren verloren gegaan in dit gevecht. De Hornet lag stil en brandde. Om 10h00 waren de branden op de Hornet geblust met hulp van de brandslangen van de drie begeleidende torpedobootjagers. De gewonden werden afgevoerd en de zware kruiser USS Northampton (CA-26) trachtte de Hornet op sleeptouw te nemen.

## Terugkeer van de Amerikaanse vliegtuigen
Vanaf 9h30 landden de beschadigde vliegtuigen van beide vliegdekschepen met bijna lege brandstoftanks op de Enterprise. Het dek stond vol vliegtuigen. Om 9h30 zagen ze een tweede golf Japanse vliegtuigen op de radar. Om 10h00 verbood de Enterprise landingen en de vliegtuigen zonder brandstof moesten op de oceaan landen, waar de bemanningsleden door de torpedobootjagers gered werden.
Een torpedobommenwerper van de Enterprise die beschadigd was door Zero's van de Zuihō landde op het water nabij torpedobootjager USS Porter (DD-356), die de bemanning redde, maar toen ging een torpedo van de torpedobommenwerper af die de torpedobootjager beschadigde en vijftien man doodde. De torpedobootjager USS Shaw (DD-373) redde de bemanning en bracht de Porter tot zinken met kanonvuur.

## Aanval op deEnterprise
Om 10h08 vielen negentien Japanse duikbommenwerpers de Enterprise aan. De Amerikaanse jachtvliegtuigen schoten er twee van uit de lucht. De bommenwerpers doken naar de Enterprise door het luchtafweer van het vliegdekschip en de begeleidende oorlogsschepen en raakten met twee bommen met tot gevolg 44 doden, 75 gewonden en zware schade. Maar zeven van de negentien duikbommenwerpers keerden terug.
Om 10h28 splitsten de zestien torpedobommenwerpers van de Zuikaku zich op om de Enterprise aan te vallen. Twee Wildcats schoten er drie van neer en beschadigden een vierde. Die liet zich neerstorten op de torpedobootjager USS Smith (DD-378) met 57 doden en een brand tot gevolg. De torpedo ging pas later af met nog meer schade. De Smith voer langs het slagschip USS South Dakota (BB-57), die hielp blussen. Dan keerde de Smith terug om met luchtafweer te schieten op de torpedobommenwerpers. Na de slag moest de Smith tot februari 1943 naar Pearl Harbor voor reparatie.
De overblijvende torpedobommenwerpers vielen de Enterprise, South Dakota en de kruiser USS Portland (CA-330) aan, maar alle torpedo's misten. Om 10h53 was de aanval voorbij. Zeven van de zestien torpedobommenwerpers vlogen terug. Om 11h15 waren de branden op de Enterprise geblust en konden opnieuw teruggekeerde vliegtuigen landen.
Om 11h21 vielen duikbommenwerpers van de Junyō de Enterprise aan. Drie bommen beschadigden de Enterprise, de South Dakota en de lichte kruiser USS San Juan (CL-54). Zes van de zeventien Japanse duikbommenwerpers keerden terug. Slagschip South Dakota haalde 26 van de 99 Japanse vliegtuigen neer.
Om 11h35 trok Kinkaid de Enterprise terug. Tussen 11h39 en 13h22 landden nog vliegtuigen op de Enterprise. Een vliegtuig bereikte het vliegveld van Espiritu Santo. Andere landden op de oceaan en de schepen redden de bemanningen.

## Terugkeer van de Japanse vliegtuigen
Tussen 11h40 en 14h00 landden de teruggekeerde Japanse vliegtuigen op de Zuikaku en de Junyō. Luitenant commandant Okumiya Masatake, eerste stafofficier op de Junyō' schreef:

We speurden de hemel af. Er waren maar weinig vliegtuigen in de lucht in vergelijking met de aantallen die uren eerder waren opgestegen. De vliegtuigen landden moeizaam op het dek, elk gevechtsvliegtuig en elke bommenwerper had kogelgaten. De piloten klommen uitgeput uit hun cockpits en vertelden van ongelofelijke tegenstand, over de hemel vol luchtafweergranaten en lichtkogels.

## Achtervolging
Om 13h00 zochten de schepen van Kondo en Abe naar de vliegdekschepen om ze met kanonnen te bestoken. Naguma verliet de gevechtszone met de beschadigde vliegdekschepen Zuihō en Shōkaku. Schout-bij-nacht Kakuji Kakuta nam het bevel over de Zuikaku en Junyō.
Om 13h06 stegen van de Junyō zeven torpedobommenwerpers en zes Zero's op en van Zuikaku zeven torpedobommenwerpers, twee duikbommenwerpers en vijf Zero's.
Om 15h35 stegen vanaf de Junyō nog eens vier bommenwerpers en zes Zero's op.

## Ondergang van deHornet
Om 14h45 sleepte de Northampton de Hornet aan een snelheid van 5 knopen. Om 15h20 vielen de zeven torpedobommenwerpers van de Junyō aan. Om 15h23 misten zes torpedo's en trof er één doel. Water stroomde binnen en het vliegdekschip maakte 14° slagzij. Zonder elektriciteit voor de pompen verliet de bemanning het schip. De derde golf van de Zuikaku trof de Hornet met een bom. Om 16h27 waren alle mannen van boord. Om 17h20 dropte de laatste aanvalsgolf nog een bom op het vliegdekschip.
De Amerikaanse oorlogsschepen vluchtten naar het zuidoosten om te ontkomen aan de vloot van Kondo en Abe. Torpedobootjagers USS Mustin (DD-413) en USS Anderson (DD-411) lanceerden torpedo's naar de Hornet en schoten 400 granaten af, maar de Hornet bleef drijven. Om 20h40 voeren de twee torpedobootjagers weg van de brandende Hornet. Om 22h20 kwamen de schepen van Kondo en Abe bij de Hornet. Ze wilden de Hornet eerst meenemen als oorlogstrofee omdat die de Doolittle Raid op Tokio had gelanceerd, maar het wrak was al te zwaar gehavend. De torpedobootjagers Makigumo en Akigumo lanceerden vier torpedo's. Om 1h35 op 27 oktober 1942 zonk de Hornet.
Consolidated PBY Catalina watervliegtuigen met radar vielen 's nachts de Junyō en Teruzuki aan.

## Aftocht
De Japanse schepen staakten de achtervolging om brandstof te bunkeren bij de noordelijke Salomonseilanden en keerden op 30 oktober terug naar hun basis op de Chuukeilanden.
Tijdens de terugtocht van de Amerikaanse schepen naar Espiritu Santo en Nieuw-Caledonië botste de South Dakota met de torpedobootjager USS Mahan (DD-364) en die liep zware averij op en was pas op 9 januari opnieuw in dienst.

## Amerikaanse verliezen
Vliegdekschip Hornet en torpedobootjager Porter waren gezonken. Vliegdekschip Enterprise was zwaar beschadigd net zoals slagschip South Dakota, lichte kruiser San Juan en torpedobootjagers Smith en Mahan. Van de 175 Amerikaanse vliegtuigen gingen er 81 verloren: 33 jachtvliegtuigen, 28 duikbommenwerpers en 20 torpedobommenwerpers. 26 Vliegtuigbemanningsleden kwamen om.
Nu de Hornet verloren was, bleef alleen de beschadigde Enterprise over als vliegdekschip in de Stille Oceaan. De Enterprise werd voorlopig gerepareerd in Nieuw-Caledonië en keerde twee weken later terug naar de zuidelijke Salomonseilanden voor de Zeeslag bij Guadalcanal.

## Japanse verliezen
De Japanners hadden twee beschadigde vliegdekschepen Shōkaku en Zuihō en een beschadigde zware kruiser Chikuma. 99 van de 203 Japanse vliegtuigen waren verloren. 55 Vliegtuigbemanningsleden van de Shōkaku, 57 van de Zuikaku, 9 van de Zuihō en 27 van de Junyō kwamen om.
De Zuihō keerde eind januari 1943 na reparatie terug naar de Chuukeilanden. De Shōkaku bleef in reparatie tot maart 1943 en kwam in juli 1943 terug bij de Chuukeilanden.

## Balans
Admiraal Nagumo werd ontslagen. Hij schreef:

"Deze slag was een tactische overwinning, maar een zware strategische nederlaag voor Japan. Gezien het groot overwicht in industriële capaciteit van onze vijand, moeten we elke slag overweldigend winnen om deze oorlog te winnen. De laatste slag was een overwinning, maar niet overweldigend.”